# Anna Honzáková
Anna Honzáková (née le 16 novembre 1875 à Kopidlno, Autriche-Hongrie et morte le 13 octobre 1940 à Prague, Protectorat de Bohême-Moravie) est la première femme à obtenir son diplôme de médecin à l'université Charles de Prague le 17 mars 1902 et la troisième tchécoslovaque à pouvoir exercer la médecine, les deux premières ayant exercé et suivi leurs cursus en Suisse (Bohuslava Kecková (en) à l'université de Zurich et Anna Bayerová (en) l'Université de Berne)

## Biographie
Fille d'un médecin, Anna Honzáková ne fut d'abord acceptée qu'en tant qu'auditrice libre, 3 ans à la faculté de médecine allemande, puis 3 ans à la faculté de médecine tchèque. Elle fut autorisée à passer les examens de l'école de médecine après un décret de 1900 qui l'autorisait à être auditrice régulière. Après son diplôme elle travailla bénévolement avec Charles Maydl (fondateur de la chirurgie et de l'anesthésie tchèques), mais elle dut partir après sa mort, n'ayant pas obtenu le droit d'avoir un poste de médecin, et elle ouvrit une clinique gynécologique dans le centre de Prague, où elle demeura en fonction pendant 35 ans et où elle eut une nombreuse clientèle. Elle milita pour la légalisation de l'avortement, soigna gratuitement, présida des associations (dont une avec Charlotte Masaryk) et donna des conférences.
Elle fut aussi le médecin du gymnasium Minerva (cs).
Elle écrivit une biographie de Anna Bayerová (en) et, avec Klementina Hanušová., elle rédigea un livre sur les moyens de prévenir la survenue de la tuberculose chez les enfants.
Jamais mariée, elle éleva les deux enfants de sa femme de ménage, décédée prématurément.

## Galerie

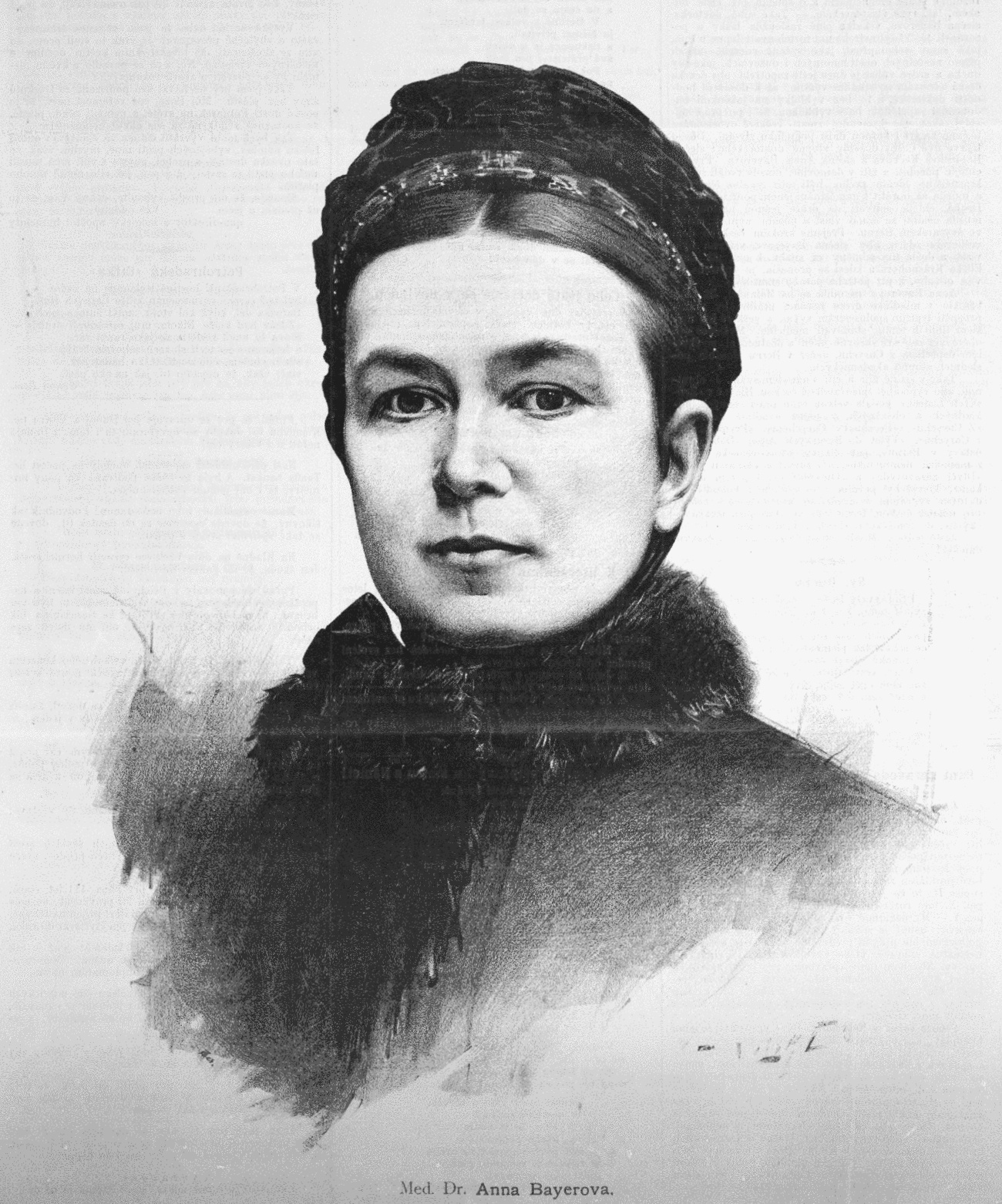
Anna Bayerová (en). Photo de Jan Vilímek
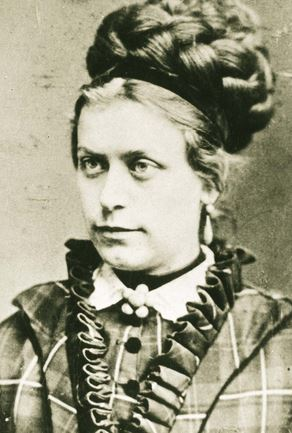
Bohuslava Kecková (en)
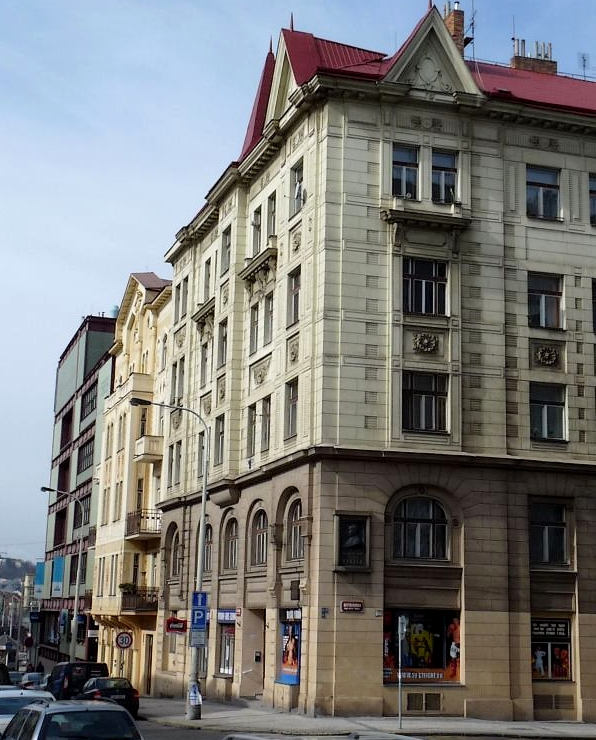
L'immeuble où était sa clinique